# Philyra porcellanea
Philyra porcellanea is een krabbensoort uit de familie van de Leucosiidae. De wetenschappelijke naam van de soort is voor het eerst geldig gepubliceerd in 1783 door Herbst.